# Albeiro Usuriaga
 (juin 2025).
Si vous disposez d'ouvrages ou d'articles de référence ou si vous connaissez des sites web de qualité traitant du thème abordé ici, merci de compléter l'article en donnant les références utiles à sa vérifiabilité et en les liant à la section « Notes et références ».
Albeiro Usuriaga, né le 12 juin 1966 à Cali (Colombie), mort le 12 février 2004 à Cali (Colombie), est un footballeur colombien, qui évoluait au poste d'attaquant au Deportes Tolima, au Cúcuta Deportivo, à l'Atlético Nacional, au Málaga CF, à l'América Cali, au CA Independiente, à Millonarios et à l'Atlético Bucaramanga, à General Paz, à All Boys, au Deportivo Pasto au Sportivo Luqueño et à Carabobo FC ainsi qu'en équipe de Colombie.
Usuriaga marqua un but décisive face à l'Israël (1-0) en barrages intercontinentale qui qualifia la Colombie pour la Coupe du monde 1990, lors de ses quinze sélections avec l'équipe de Colombie entre 1989 et 1991. Il participe à la Copa América 1991 avec la Colombie.
Il meurt assassiné par balles le 11 février 2004 à l'âge de 37 ans dans une boîte de nuit de sa ville natale de Cali, pour une raison inconnue.

## Palmarès

### En équipe nationale
- 15 sélections et 1 but avec l'équipe de Colombie entre 1989 et 1991.
- Quatrième de la Copa América 1991.

### Avec l'Atlético Nacional
- Vainqueur de la Copa Libertadores en 1989.

### Avec Independiente
- Vainqueur de la Supercopa Sudamericana en 1994 et 1995
- Vainqueur de la Recopa Sudamericana en 1995.
- Vainqueur du Championnat d'Argentine de football en 1994 (Tournoi de Cloture).